# Vassili Mate
Vous lisez un « bon article » labellisé en 2019.
Pour les articles homonymes, voir Mate.
Vassili Vassilievitch Mate (en russe : Васи́лий Васи́льевич Матэ́) est un graveur, peintre et dessinateur russe né le 23 février 1856 (6 mars dans le calendrier grégorien) à Virbalis et mort le 9 avril 1917 à Petrograd.
Formé auprès notamment de Lavrenti Seriakov et à l'Académie impériale des beaux-arts de Saint-Pétersbourg, puis en France auprès de François Pannemaker, c'est un maître de la gravure sur bois ; il s'est également tourné, à partir de 1896, vers l'eau-forte.
Pédagogue, il enseigne à l'Académie d'art et d'industrie Stieglitz, à l'école de dessin de la Société impériale d'encouragement des beaux-arts et à l'Académie impériale. Il a au rang de ses élèves Valentin Serov et Anna Ostroumova-Lebedeva.
Il collabore avec des peintres russes renommés et traduit en gravures leurs œuvres, contribuant ainsi à populariser l'art russe. Il est considéré comme l'un des principaux graveurs russes de la fin du XIXe siècle.

## Biographie

### Jeunesse et formation
Vassili Mate naît le 23 février 1856 (6 mars dans le calendrier grégorien) à Virbalis, dans le gouvernement de Suwałki. Son père, Wilhelm (Vassili Abramovitch) Mate, et sa mère, Karolina Kammer, sont d'origine allemande. Ils vivent au moment de sa naissance à proximité d'Eydtkuhnen, arrondissement de Stallupönen en province de Prusse-Orientale.
Vassili Abramovitch possède une petite propriété près de Liouban. Homme, selon son fils, d'une « bonté inhabituelle », il se ruine dans des opérations hasardeuses. La famille emménage à Saint-Pétersbourg, où elle vit dans la pauvreté. Vassili y est élève dans une école réformée, et s'y passionne pour le dessin,.
Il suit, de 1870 à 1875, les cours de l'école de dessin de la Société impériale d'encouragement des beaux-arts. Il a comme professeurs Rudolf Joukovski (1814-1886), célèbre illustrateur d'origine polonaise, et, à partir de 1872, Lavrenti Seriakov (1824-1881), le premier graveur sur bois à être élu comme académicien en Russie, auteur d'un portrait fameux d'un des deux fondateurs de l'Académie impériale des beaux-arts, l'architecte Alexandre Kokorinov,.
Il commence, parallèlement aux cours, à travailler dans l'atelier de Seriakov, qui suit ses progrès, n'hésite pas à lui confier des travaux publiés sous la signature « Seriakov et Co » (« Серяков и К0 »), « l. Seriakov » et parfois « V. Mate », et l'héberge dans une chambre de son appartement. Vassili Vassilievitch continue à travailler étroitement avec Seriakov jusqu'à son départ à l'étranger.
Désireux de se consacrer « pour toujours » à l'art de la gravure, Vassili Mate se présente et est admis en 1875 à l'Académie impériale des beaux-arts à Saint-Pétersbourg. Il suit, de 1875 à 1880, les cours de Fiodor Iordan (1800-1883). Il n'a pas avec ce professeur conservateur, âgé de presque 80 ans, formé à la pointe-sèche et réservé sur la xylographie, la même empathie qu'avec Seriakov.

Professeurs de Vassili Mate
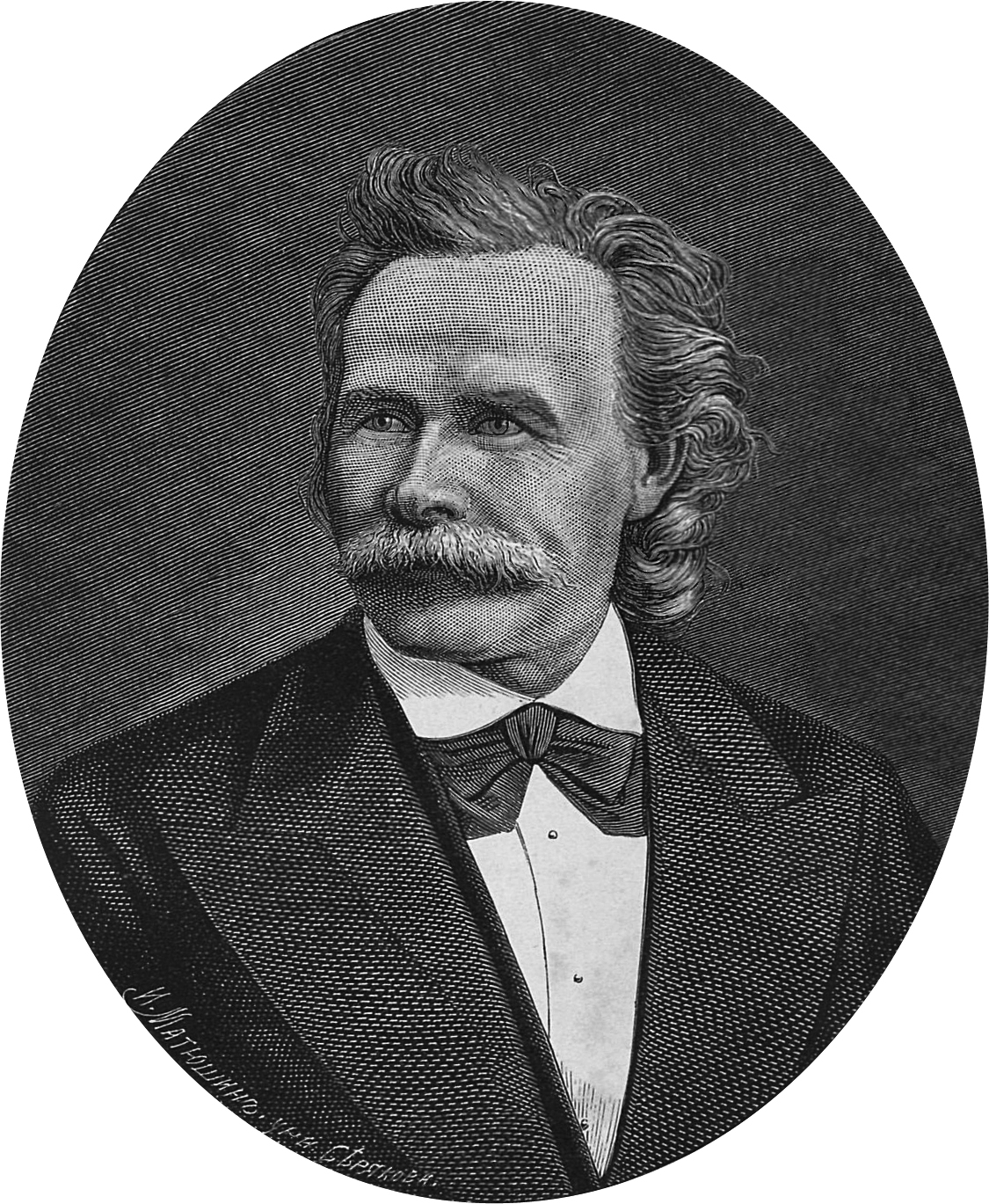
Lavrenti Seriakov, gravure d'I. I. Matiouchine.
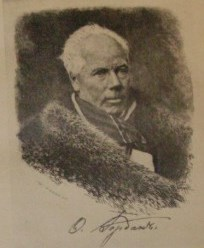
Fiodor Iordan, gravure de F. I. Iordan.
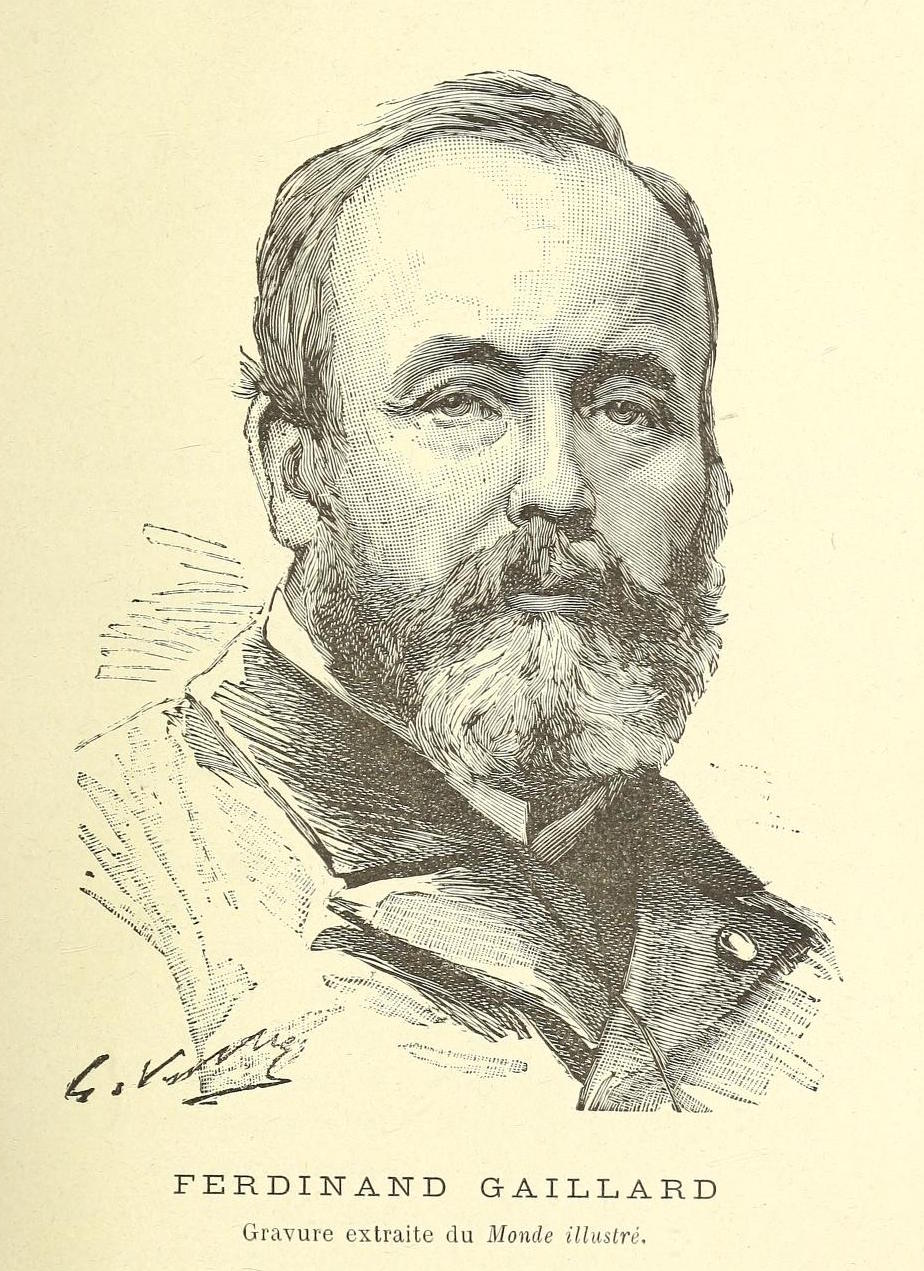
Ferdinand Gaillard, par Gaston Vuillier.

En revanche, le jeune Mate découvre la vie étudiante à l'Académie, et en devient une des figures centrales, tout en se sentant plus épris de liberté et libéral que ses condisciples. Ilia Répine dit de lui, dans sa dernière année d'étude, qu'« il était un orage rafraîchissant dans la routine académique ».

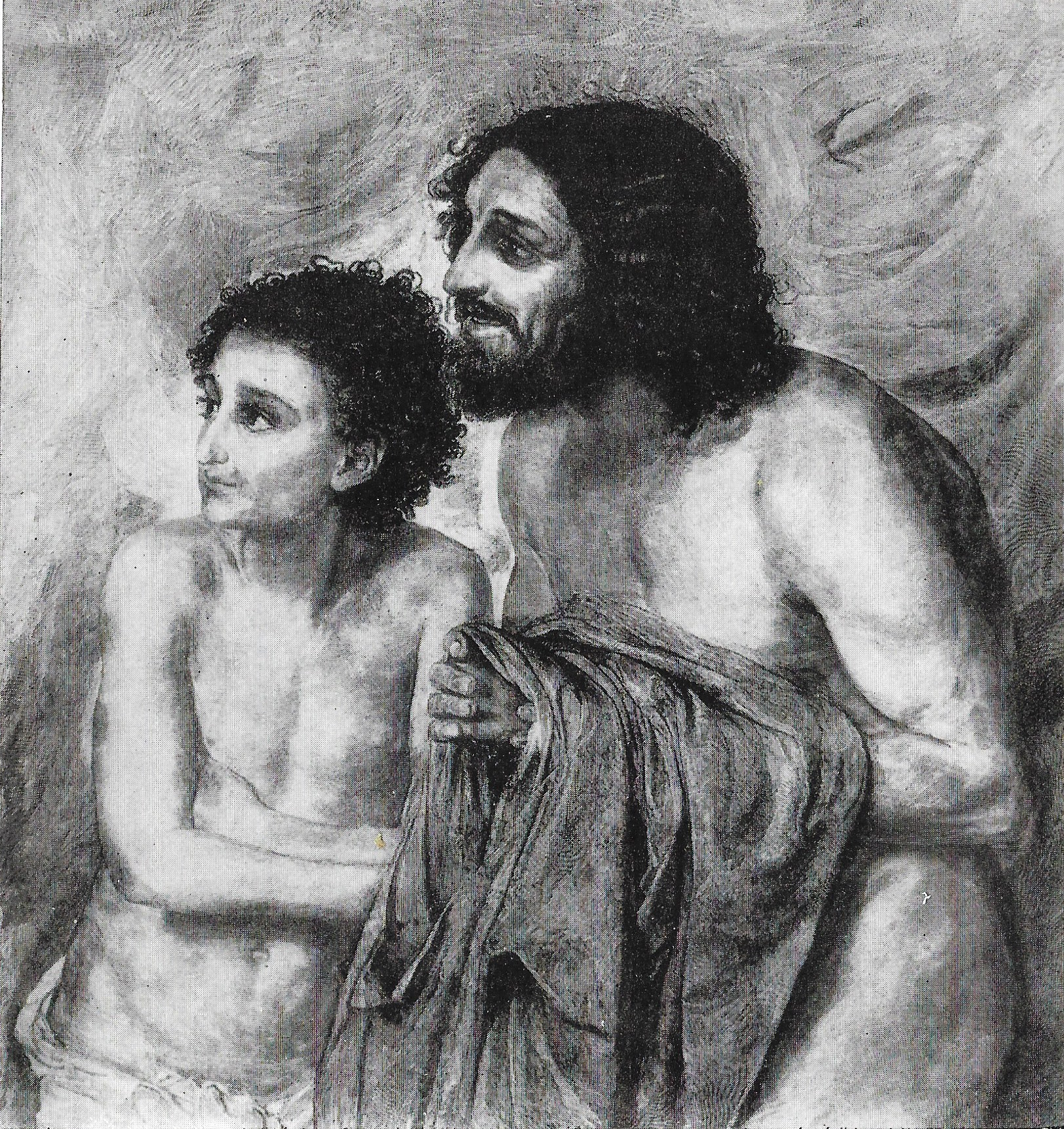
Esclaves, d'après Alexandre Ivanov, détail de L'Apparition du Christ au peuple, années 1870, xylographie.

Grand travailleur, il réalise de 1875 à 1880 plus de cent gravures. C'est durant cette période qu'il acquiert la liberté de trait qui lui est caractéristique, et qui donne vie et expression à ses gravures. Il s'efforce également de changer sa manière dans chacun de ses travaux. Il commence à collaborer à cette époque avec la revue L'Abeille («Пчела»), gravant d'après des photographies. Sa première gravure publiée à titre indépendant, Église de la Nativité et cathédrale Nikolaïevski à Novaïa Lagoda, l'est dans le no 33 de cette revue. Il y rencontre Vladimir Stassov, qui y travaille aussi à la rédaction.
Il obtient au bout de deux ans une médaille d'encouragement, puis à la fin de sa formation une médaille d'argent pour des polytypages et la gravure d'une étude de la tête de Jean le Baptiste faite par Alexandre Ivanov pour sa toile L'Apparition du Christ au peuple,. Cette médaille est assortie d'une bourse pour un voyage à l'étranger, en tant que pensionnaire de l'Académie. Vassili Vassilievitch se voit donner pour mission de tirer parti de son séjour pour « élever en Russie la technique de la gravure sur bois », en se formant en particulier à la gravure sur bois de bout.

### Séjour à Paris et à l'étranger
Il choisit ainsi de partir pour Paris en 1880, où il suit les cours de François Pannemaker (1822-1900), qui apprécie la rapidité de ses progrès. Vassili Mate écrit de lui dans une lettre qu'« il me comprend, à l'évidence, mieux que je me comprends moi-même ». Tout en restant dans les meilleurs termes avec Pannemaker, chez qui il continue à vivre et qui continue à le conseiller, il quitte son atelier pour apprendre la gravure sur métal et l'usage de l'eau-forte auprès de l'un des maîtres français d'alors, Claude-Ferdinand Gaillard (1834-1887).

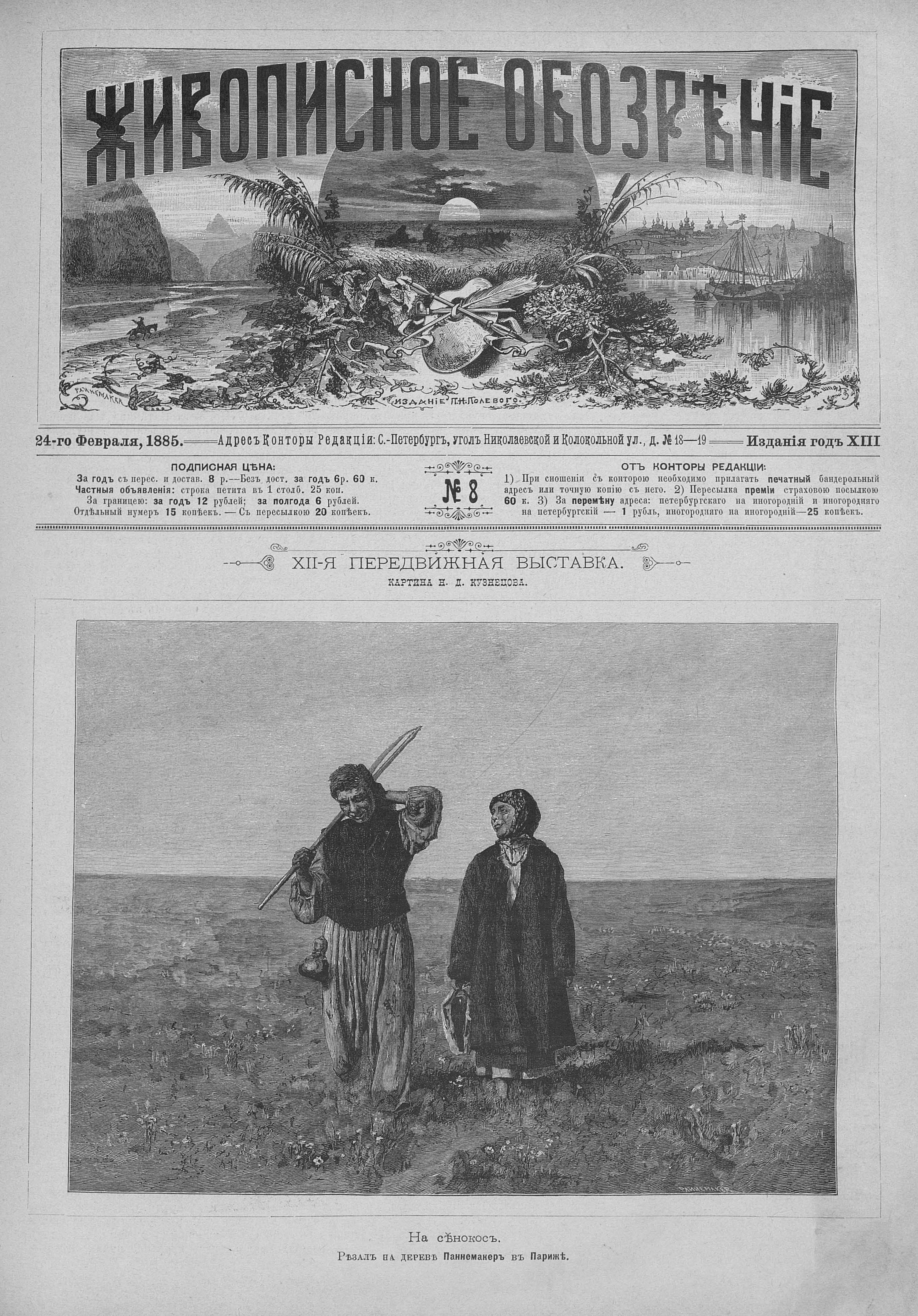
Page de couverture de la revue saint-pétersbourgeoise L'Éducation picturale (no 8 du 28 février 1885), avec une xylographie de Pannemaker (Paris).

L'Académie impériale des beaux-arts lui fait alors savoir qu'il est envoyé à l'étranger dans un but précis, le perfectionnement dans la gravure sur bois, et qu'il ne peut être question de gravure sur métal. Vassilli Mate persiste et grave en 1881, d'après une photographie, un portrait du compositeur Modeste Moussorgski, qui conduit Vladimir Stassov à lui écrire : « Vous avez un grand talent pour l'eau-forte, et vous devez abandonner tout le reste, pour ne faire que cela. »
Vladimir Stassov rapportera dans un article paru en 1892 que François Pannemaker, son fils Stéphane (également graveur) et Gaillard, lui avaient tous trois indiqué que « la plupart d'entre nous [graveurs] sommes habiles, expérimentés, nous cherchons des effets. Mais Mate ne cherche rien, sinon l'art authentique, la vérité et la restitution fidèle dans la langue de la gravure du tableau d'un autre auteur ».
Stassov met Vassili Mate en contact avec Vassili Verechtchaguine, qui possède alors un atelier à Paris près du bois de Boulogne et qui lui fait lire la littérature russe et française. Verechtchaguine ne laisse reproduire pendant cette période ses tableaux qu'à la condition qu'ils soient gravés par Mate. Ce dernier rencontre également durant l'été 1880, toujours par l'entremise de Stassov, Ivan Tourgueniev, qui l'encourage à acquérir une maîtrise technique complète pour ensuite « commencer à faire ce qu'il a à faire ». Vassili Mate rencontre à nouveau Ilia Répine et se lie avec lui lors du séjour de ce dernier à Paris, en 1883. Cette rencontre laissera des traces durables, et le graveur écrira ensuite à sa fiancée qu'il en a « tiré beaucoup de choses utiles ».

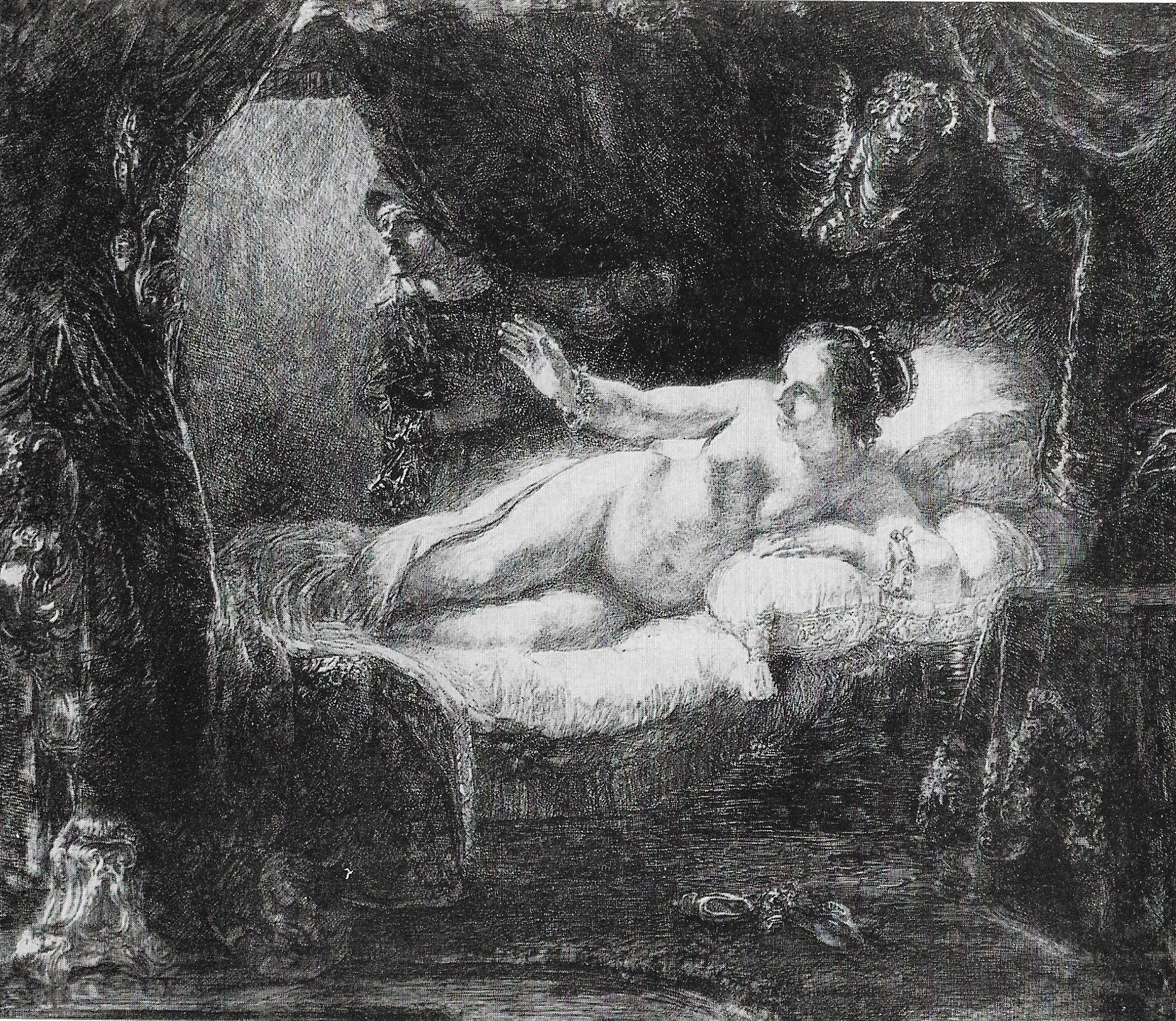
Danaé, d'après Rembrandt (après 1889), eau-forte.

À l'automne 1881, il fait un voyage en Allemagne et en Hollande. Il visite les bibliothèques et les musées de Berlin, Cologne, Gand, Amsterdam, Haarlem, Rotterdam et Bruxelles, où il étudie les gravures des maîtres et s'émeut devant celles de Rembrandt. Il se rend ensuite en Italie, où il découvre les œuvres d'Hugo de Carpi.
À Paris, il fréquente assidûment les musées, mais aussi les bouquinistes des quais de Notre-Dame, auxquels il achète des gravures, dont une eau-forte de Rembrandt.
Il revient à Saint-Pétersbourg au début 1884, après avoir étudié pendant trois ans les trois techniques de gravure, la gravure sur bois, la taille-douce et la gravure sur cuivre, qui restera marginale dans son œuvre, et l'eau-forte,.

### Maturité
À son retour, il est surpris de constater l'importance prise par la zincographie dans l'économie de l'édition illustrée. Il cherche alors à développer de nouveaux procédés permettant à la gravure sur bois et à l'eau-forte de garder leur place. Il développe une activité de gravure de reproduction de qualité, évitant les procédés, et s'efforçant de reproduire le caractère de la peinture ou du dessin original.

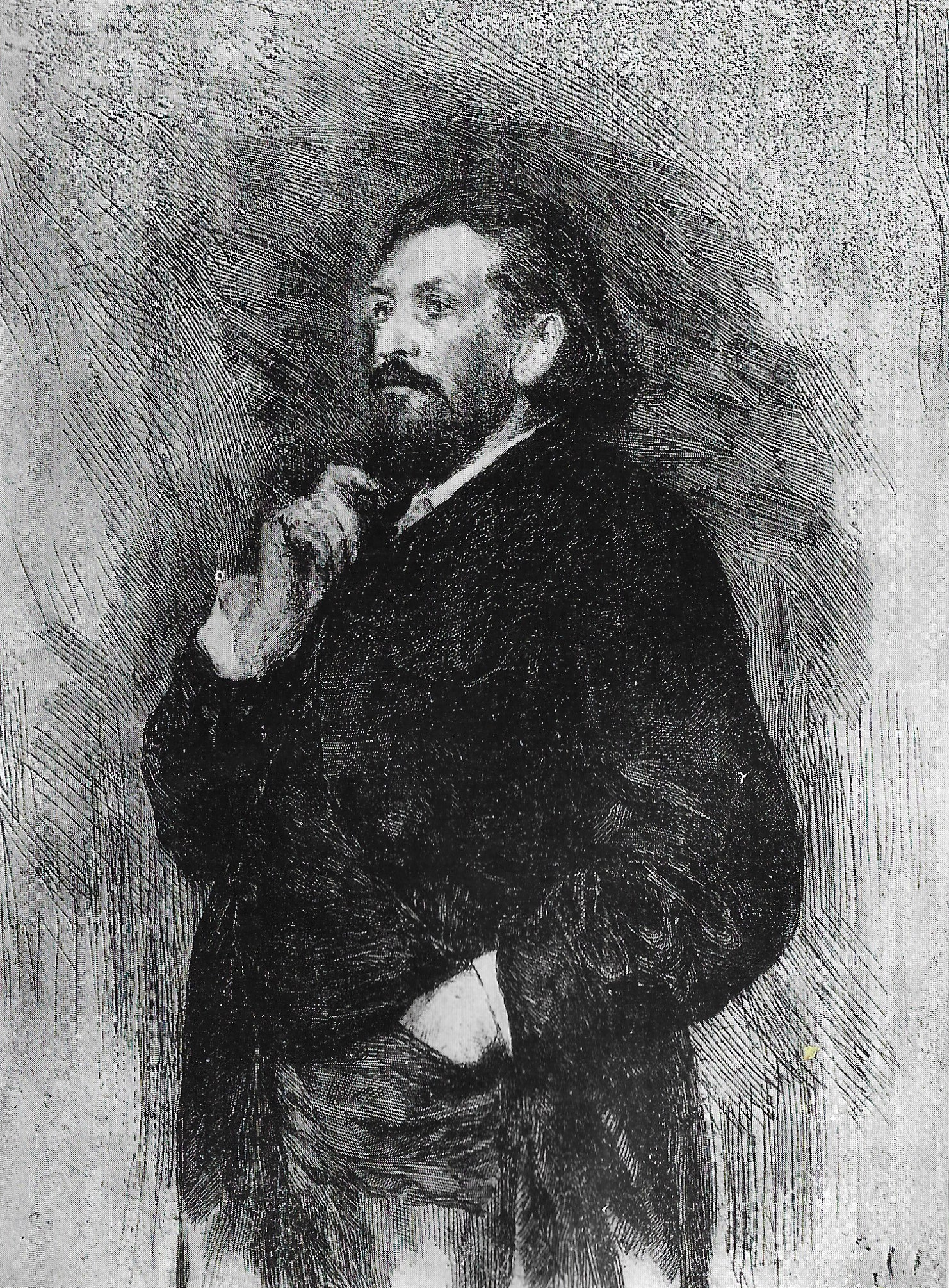
Portrait de Mitrofan Belaïev, d'après Ilia Répine (1897), eau-forte.

La maîtrise technique de la gravure sur bois et la qualité du rendu du crayon qui caractérisent son atelier, sont reconnues par des peintres comme Répine ou Sourikov. Il travaille tout particulièrement pour la revue Vsemirnaïa Illioustratsia. L'année 1892 est marquée par la publication dans le numéro d'été de cette revue de gravures d'œuvres de Répine, comme Les Cosaques zaporogues écrivant une lettre au sultan de Turquie et des esquisses pour ce tableau, des portraits d'Ukrainiennes et du tableau Tolstoï dans un champ de labour.
Le succès rencontré par ce numéro de la revue est suivi par la présentation à l'exposition régulière de l'Académie des beaux-arts d'une nouvelle série de gravures, d'après Ilia Répine, Vladimir Makovski et Viktor Vasnetsov. Stassov fait de l'exposition un compte rendu élogieux dans un article qui paraît dans les Novosti dnia.
Vassili Mate est nommé académicien en 1899, pour « la renommée de sa carrière artistique »,.
C'est également à cette époque que l'activité de gravure sur bois de son atelier commence à faiblir, sous la pression de la zincographie désormais privilégiée par les éditeurs. Vassili Mate se tourne alors vers l'eau-forte, qu'il développe depuis 1896. Ses productions sont toujours autant appréciées pour leur qualité artistique, et le graveur est célébré par des peintres comme Ilia Répine, Isaac Levitan, ou Viktor Vasnetsov, dont il a reproduit les œuvres.
Il se consacre, durant cette période, de plus en plus à l'enseignement. Pendant la révolution russe de 1905, il fait part à ses élèves de son soutien aux idées libérales et révolutionnaires.
Vassili Mate meurt le 9 avril 1917, d'un cancer de l'estomac, qui le faisait souffrir depuis l'automne 1916, et dont Vladimir Makovski pensait qu'il avait été causé par les émanations des acides qu'il utilisait pour ses eaux-fortes.

## Activité pédagogique
Vassili Mate a enseigné à Saint-Pétersbourg, à l'Académie d'art et d'industrie Stieglitz de 1884 à 1909, à l'école de dessin de la Société impériale d'encouragement des beaux-arts, à partir de 1911, et à l'Académie des beaux-arts, de 1894 à 1917.
À l'Académie Stieglitz, le programme d'enseignement de la classe de xylographie et d'eau-forte est ancré dans une pratique contraignante. Il s'efforce d'inciter ses élèves à poursuivre leur apprentissage et à entrer à l'Académie des beaux-arts.

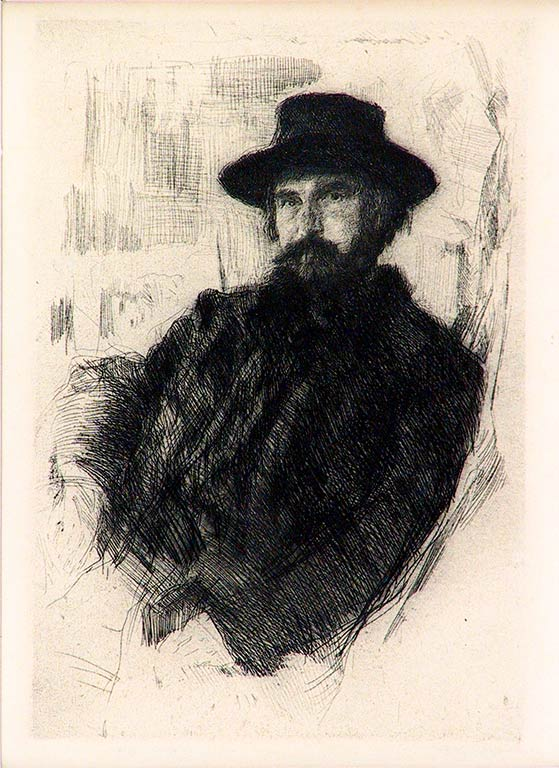
Valentin Serov, Portrait de Vassili Mate (1899), eau-forte.

En 1894, il se voit confier la classe de gravure de cette Académie. Il prend la suite du professeur Pojalostine, lui-même successeur de Iordan. L'enseignement était consacré uniquement à la taille-douce, et la classe, tombée dans une sorte de déshérence, ne compte plus qu'un seul élève.
Il remet très rapidement la classe sur pieds, et les élèves y voient, selon les termes d'Ivan Pavlov, « la préfiguration de la gravure du futur, indépendante de la peinture ». Ses méthodes pédagogiques lui sont propres. Il ne fournit pas de recettes et ne fait jamais de corrections sur une gravure achevée, mais donne, au cours de l'exécution, des conseils simples, en insistant sur l'apprentissage du dessin et d'une ligne claire qui s'impose d'elle-même.
Il prête également une grande attention à l'impression des gravures et cherche, durant le tirage des épreuves, à amener ses élèves à en maîtriser non seulement les aspects techniques, mais également les effets artistiques propres à cette phase de la création de l'œuvre, en particulier pour les eaux-fortes.
Il a eu parmi ses élèves Anna Ostroumova-Lebedeva, mais aussi Ivan Fomine, Ivan Pavlov, Adrian Kaploun, Piotr Boutchkine, Leonid Ovsiannikov, Pavel Chillingovski, Vadim Falileïev, Valentin Bystrenine ou Nikolaï Guerdardov. Les noms de 118 de ses élèves sont conservés.
Vassili Mate a également attiré dans son atelier, et conseillé et encadré en tant que graveurs des artistes confirmés comme Ilia Répine, Isaac Levitan, Boris Koustodiev, Constantin Somov, Constantin Youon, Eugène Lanceray, Léon Bakst, et surtout Valentin Serov.
L'enseignement qu'il donne à partir de 1911 à la Société impériale d'encouragement des beaux-arts est également apprécié, et il porte sa classe à un niveau « professionnel ». Ses talents pédagogiques sont reconnus au-delà des frontières russes et, en 1908, l'Académie des beaux-arts de Lisbonne lui demande son aide pour créer une classe de gravure et d'eau-forte.

## Œuvre
Vassili Mate n'est l'auteur d'aucune œuvre originale marquante, mais il est un des plus importants graveurs en Russie à la fin du XIXe siècle. Il a gravé un très grand nombre de xylographies et d'eaux-fortes, notamment de portraits des personnalités de l'histoire et de la culture russe.
Ses gravures ont été publiées dans les revues éditées à Saint-Pétersbourg : Ptchela, Rousskaïa Starina, Le Messager historique, L'Éducation picturale, Vsemirnaïa Illioustratsia, dans des chrestomathies populaires et dans d'autres publications connaissant pour l'époque une diffusion significative. En y reproduisant des tableaux et des dessins des grands peintres russes de la seconde moitié du XIXe siècle, il a permis de faire connaître l'art russe à un large public.

### Gravures sur bois
Il le fait d'abord, dans les années 1880-1890, en utilisant la xylographie. Outre les tableaux d'Ilia Répine et de Vladimir Makovski, il reproduit dans cette période des œuvres de Valentin Serov, Vassili Sourikov, Viktor Vasnetsov, Alexeï Kivchenko, Constantin Savitski, Konstantin Pervoukhine, Mikhaïl Nesterov, Vassili Maximo ou Leonid Pasternak.
Ses gravures pour l'hebdomadaire Le Nord, parues entre 1892 et 1894, d'après les dessins d'Andreï Riabouchkine sont également considérées comme remarquables. Leurs thèmes s'inscrivent dans la tradition russe : Illustrations pour des bylines russes, Promenade dans le jardin d'un boyard du XVIe siècle, Dans le terem.
Son souci est de tirer parti de sa maîtrise de la xylographie pour transposer dans la gravure tout ce qu'il y a de nouveau et de « frais » dans les toiles de ses contemporains, et sa conviction que « la gravure, création d'une main généreuse, peut se diffuser aux masses, satisfaire les exigences esthétiques des amateurs d'art, et populariser ce dernier ».

Roméo et Juliette
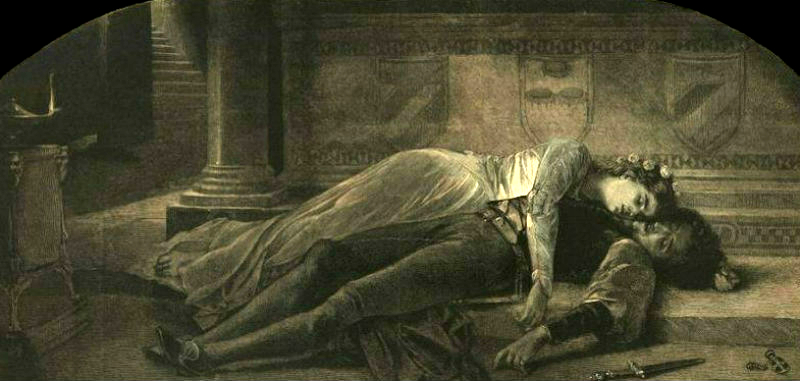
Peinture de James Bertrand[b].
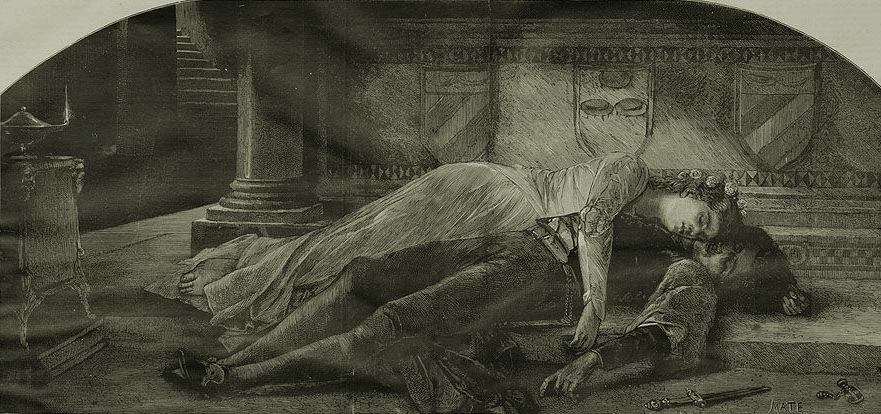
Xylographie de Vassili Mate d'après James Bertrand.

### Eaux-fortes
À partir de 1899, Vassili Mate passe de la xylographie à la technique de l'eau-forte, avec en tout 278 planches, dont 225 portraits. Il considère qu'elle lui offre davantage de possibilités, et lui permet d'atteindre une plus grande proximité avec la texture des traits du crayon et avec la fluidité du pinceau.

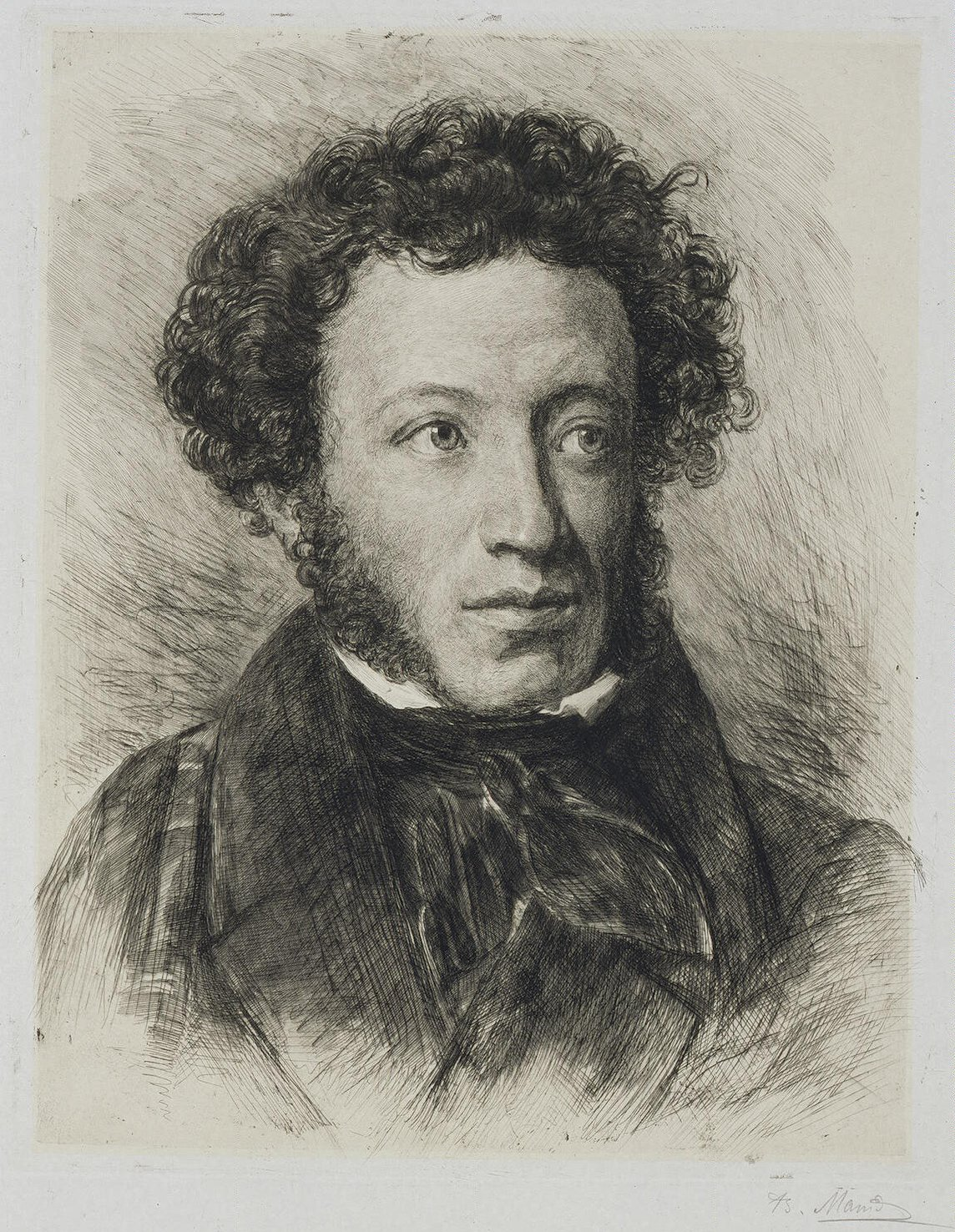
Pouchkine, d'après Oreste Kiprensky (1899), eau-forte.

Il grave ainsi Les Bogatyrs («Богатыри») d'après le tableau de Vasnetsov, Ivan le Terrible auprès du corps de son fils tué par lui («Иоанн Грозный у тела убитого им сына») de Viatcheslav Schwartz, ou encore des portraits d'Alexandre Pouchkine par Oreste Kiprensky, de la grande-duchesse Olga Orlova par Valentin Serov, de Pavel Tretiakov, d'Ivan Chichkine ou d'Ivan Kramskoï et beaucoup d'autres.
Une de ses eaux-fortes les plus réussies est le portrait de l'éditeur de musique et mécène Mitrofan Belaïev, d'après l'œuvre d'Ilia Répine. Le tableau est qualifié par Vladimir Stassov « d'authentique triomphe de la vérité de la vie, de la beauté, d'une force puissante et d'une psychologie profonde ». L'eau-forte de Vassili Mate est remarquable, « dans son élan créateur, par son expressivité, la profondeur du sentiment, et l’art léger du trait ».
Des peintres étrangers, il a gravé La Joconde de Léonard de Vinci, La Madeleine de Murillo et Danaé et des autoportraits de Rembrandt.
I. Lazarevski considère que les œuvres ainsi reproduites par Vassili Maté n'étaient pas « amoindries », mais qu'elles trouvaient « une nouvelle force expressive et une nouvelle vie ».
Vassili Mate parlait ainsi de son art :

« Comme le poète, tout en restant un artiste, traduit un autre poète d'une langue vers l'autre, ainsi le graveur traduit de la langue des couleurs vers celle du clair-obscur. »